# Flatwoods (Virginia Occidental)
Flatwoods es un pueblo ubicado en el condado de Braxton en el estado estadounidense de Virginia Occidental. En el Censo de 2010 tenía una población de 277 habitantes y una densidad poblacional de 163,03 personas por km². El lugar es conocido sobre todo por el famoso Monstruo de Flatwoods, una supuesto ser extraterrestre que protagonizó unos avistamientos ocurridos en la localidad el 12 de septiembre de 1952.

## Geografía
Flatwoods se encuentra ubicado en las coordenadas 38°43′1″N 80°39′9″O / 38.71694, -80.65250. Según la Oficina del Censo de los Estados Unidos, Flatwoods tiene una superficie total de 1.7 km², de la cual 1.7 km² corresponden a tierra firme y (0.15%) 0 km² es agua.

## Demografía
Según el censo de 2010, había 277 personas residiendo en Flatwoods. La densidad de población era de 163,03 hab./km². De los 277 habitantes, Flatwoods estaba compuesto por el 99.28% blancos, el 0% eran afroamericanos, el 0% eran amerindios, el 0.36% eran asiáticos, el 0% eran isleños del Pacífico, el 0% eran de otras razas y el 0.36% pertenecían a dos o más razas. Del total de la población el 0.72% eran hispanos o latinos de cualquier raza.